# Anthony Gose
Anthony Robert Gose (né le 10 août 1990 à Paramount, Californie, États-Unis) est un voltigeur des Ligues majeures de baseball.

## Carrière
Anthony Gose est un choix de deuxième ronde des Phillies de Philadelphie en 2008. Le 29 juillet 2010, alors qu'il évolue en ligues mineures avec un club-école des Phillies, Gose est transférés par Philadelphie aux Astros de Houston avec le lanceur gaucher J. A. Happ et l'arrêt-court Jonathan Villar, en retour du lanceur droitier Roy Oswalt. Le même jour, les Astros refilent Gose aux Blue Jays de Toronto pour acquérir le joueur de premier but Brett Wallace. Gose poursuit son apprentissage dans les mineures avec l'organisation torontoise et gradue en Triple-A en 2012.
Anthony Gose fait ses débuts dans le baseball majeur avec Toronto le 17 juillet 2012. Il frappe le jour même son premier coup sûr en carrière, contre le lanceur Clay Rapada des Yankees de New York. Il réussit son premier coup de circuit le 8 septembre 2012 aux dépens de Daisuke Matsuzaka des Red Sox de Boston.
Le 13 novembre 2014, Toronto échange Gose aux Tigers de Détroit contre un joueur de deuxième but d'avenir, Devon Travis.